# Duomo di Monza

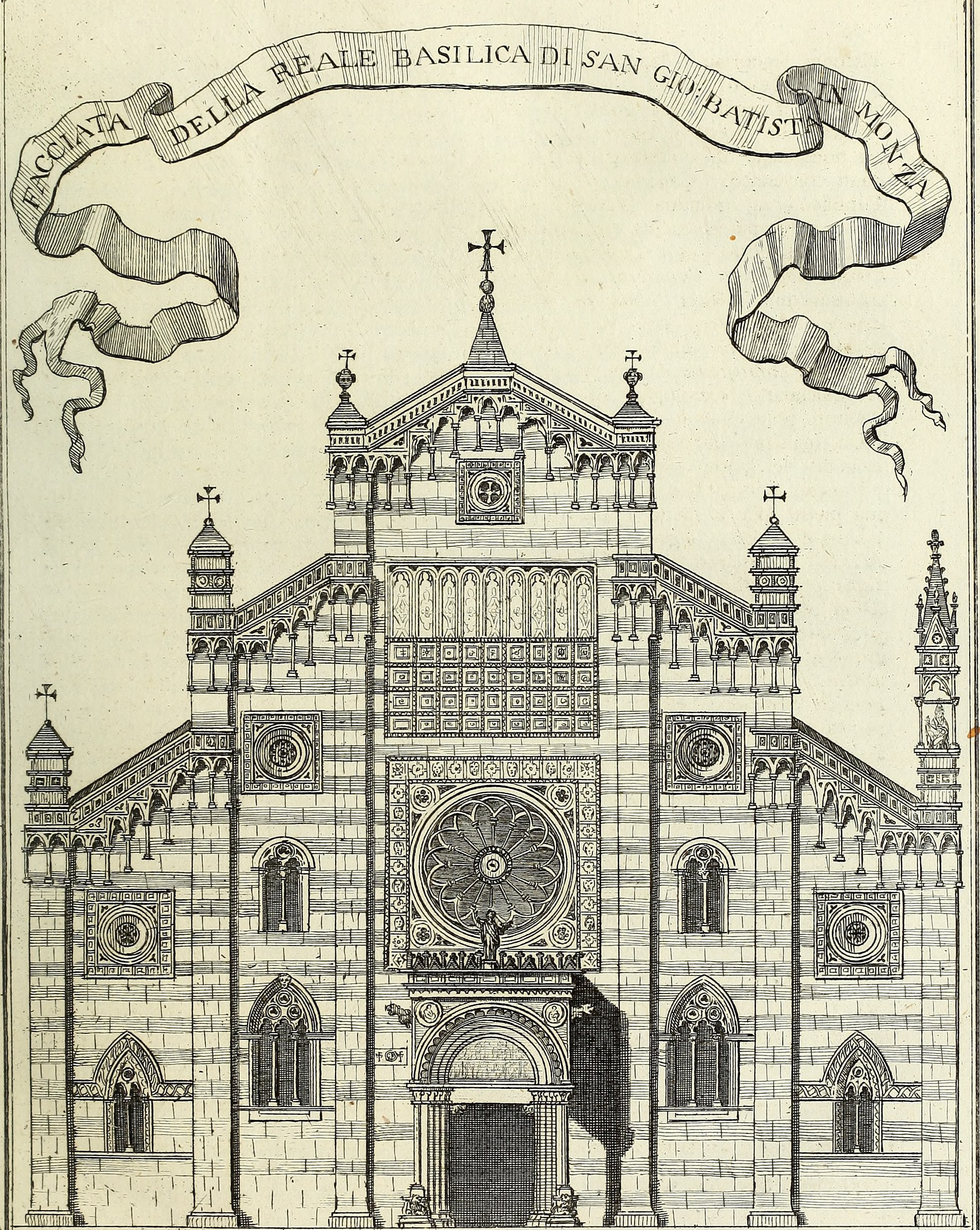
Il duomo nelle Memorie storiche di Monza e sua corte (1794)

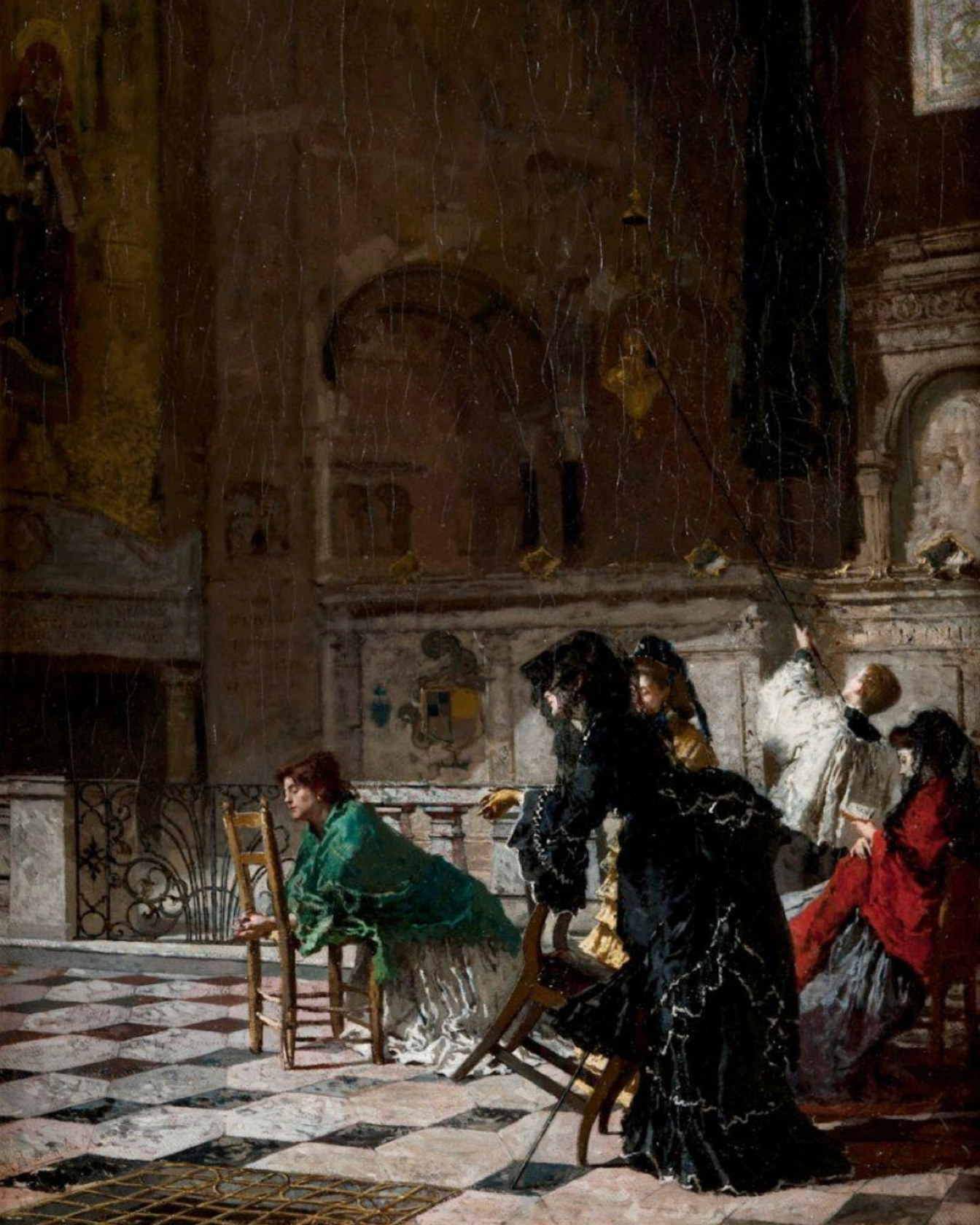
Mosè Bianchi, Interno del Duomo di Monza

La basilica di San Giovanni Battista o duomo di Monza è il duomo della città di Monza, in Lombardia, sede vescovile dell'Arcidiocesi di Milano.
La chiesa è un edificio religioso elevato a rango di basilica minore edificato tra il XIV e il XVII secolo. Situato sull'omonima piazza al centro della città, è dedicato a san Giovanni Battista ed è sede della parrocchia di San Giovanni Battista. Al suo interno custodisce la Corona ferrea; il suo campanile è l'edificio più alto della città.

## Storia

### Dalle origini al Quattrocento
Monza esce dal panorama nebuloso dei centri minori del territorio milanese durante il regno ostrogoto: Paolo Diacono, nella sua ne sottolinea la prossimità a Milano e la salubrità del clima, ragioni che inducono Teodorico a costruirvi il suo Palatium magnum.

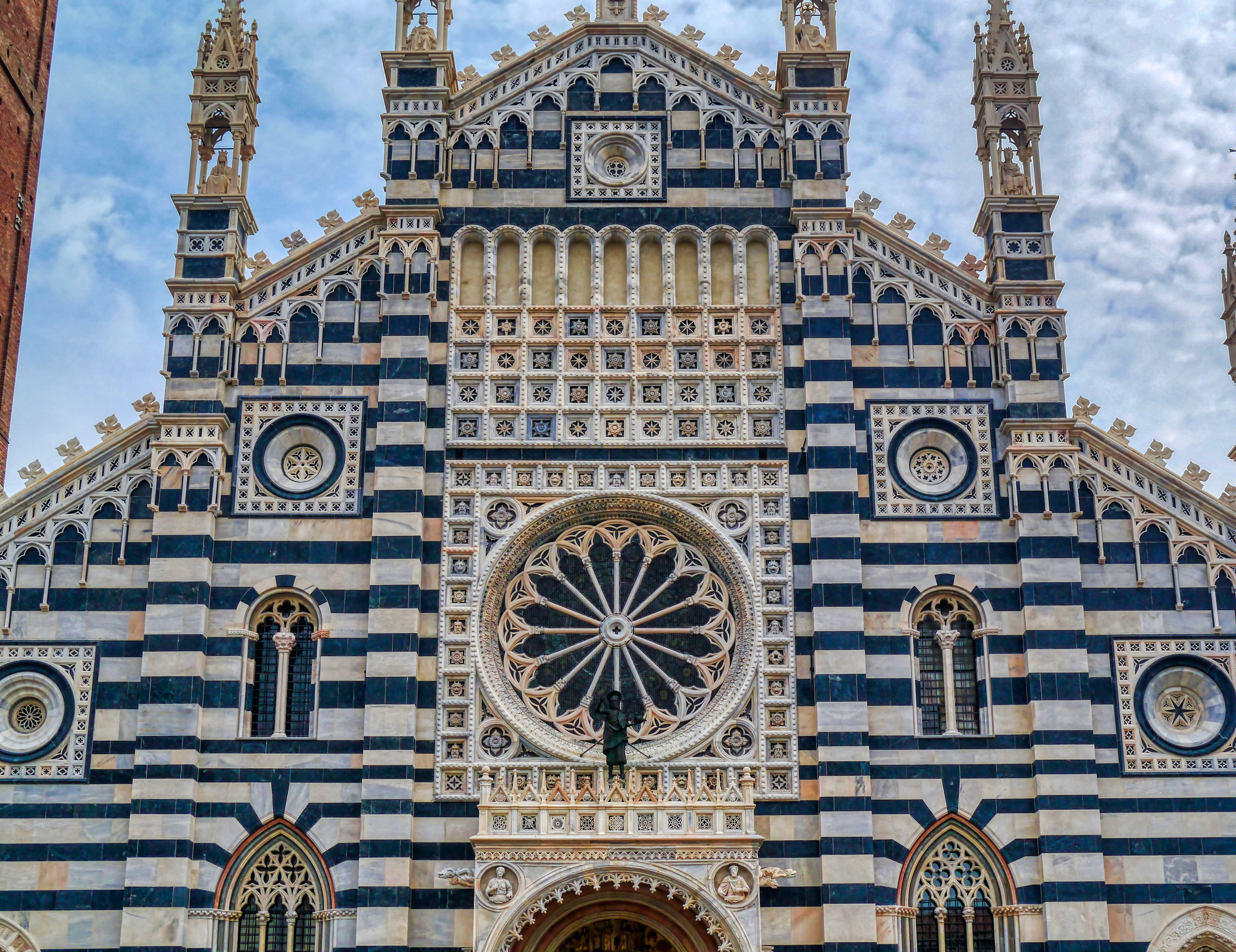
Il rosone e la statua di san Giovanni Battista

La prima chiesa fu fatta erigere dalla regina Teodolinda come cappella palatina del suo palazzo reale monzese, residenza estiva della corte longobarda. La prima costruzione di cui si ha notizia e traccia è un "oraculum" dedicato a san Giovanni Battista nel 595. La regina fa costruire a Monza un palazzo magnificamente decorato con le imprese dei Longobardi e accanto al palazzo fonda successivamente una basilica che dedica a san Giovanni Battista, dotandola di molti ornamenti d'oro e d'argento e di rendite sufficienti. Le informazioni disponibili sul tempio originario sono scarsissime e l'unica fonte disponibile è ancora la Historia Langobardorum, che Paolo Diacono compose al crepuscolo del regno Longobardo.
Il San Giovanni monzese, nato quindi come cappella palatina, nel 603 è usato eccezionalmente anche come luogo di battesimo per Adaloaldo, figlio di Teodolinda e Agilulfo ed erede al trono longobardo. Il battesimo viene celebrato da Secondo di Trento, abate benedettino consigliere della regina.
In quella e in altre occasioni, papa Gregorio I manifesta con doni e lettere la propria approvazione per il progetto politico di Teodolinda, mirante alla normalizzazione dei rapporti con la sede pontificia e alla conversione del popolo longobardo dall'eresia ariana al cattolicesimo.
Alla sua morte, avvenuta nel 627, Teodolinda fu tumulata all'interno della basilica. Il luogo della sepoltura è subito fatto segno di devozione, sino al 1308, quando i resti della sovrana vengono traslati in un sarcofago, presente nella cappella, presso il suo sepolcro.

### Dal Trecento ai giorni nostri
La riedificazione del duomo risale all'anno 1300, quando l'arciprete Avvocato degli Avvocati, nell'anno del primo Giubileo della storia della cristianità, depone la prima pietra del nuovo tempio.

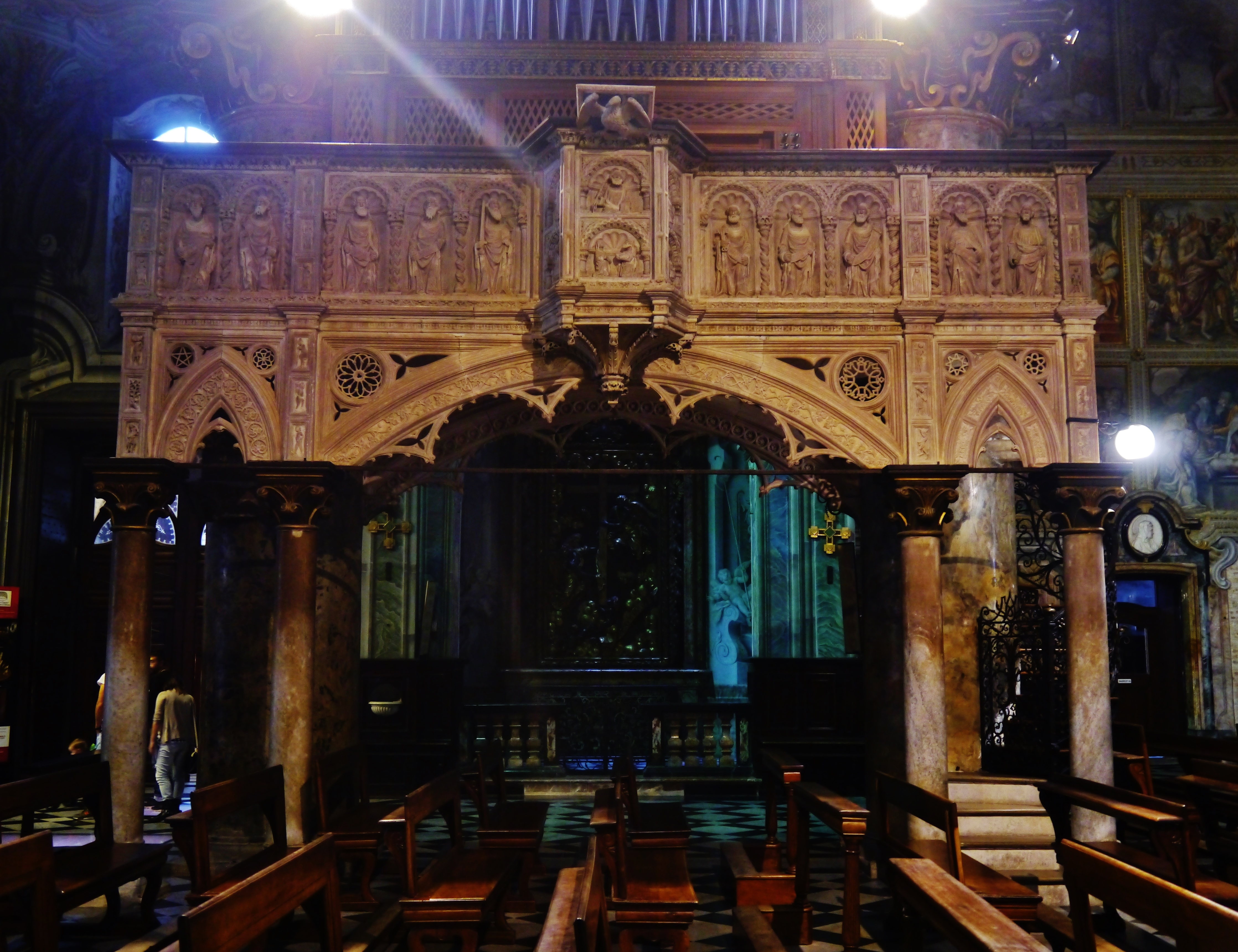
L'ex evangelicatorio di Matteo da Campione riadattato nel XVIII secolo a cantoria dell'organo

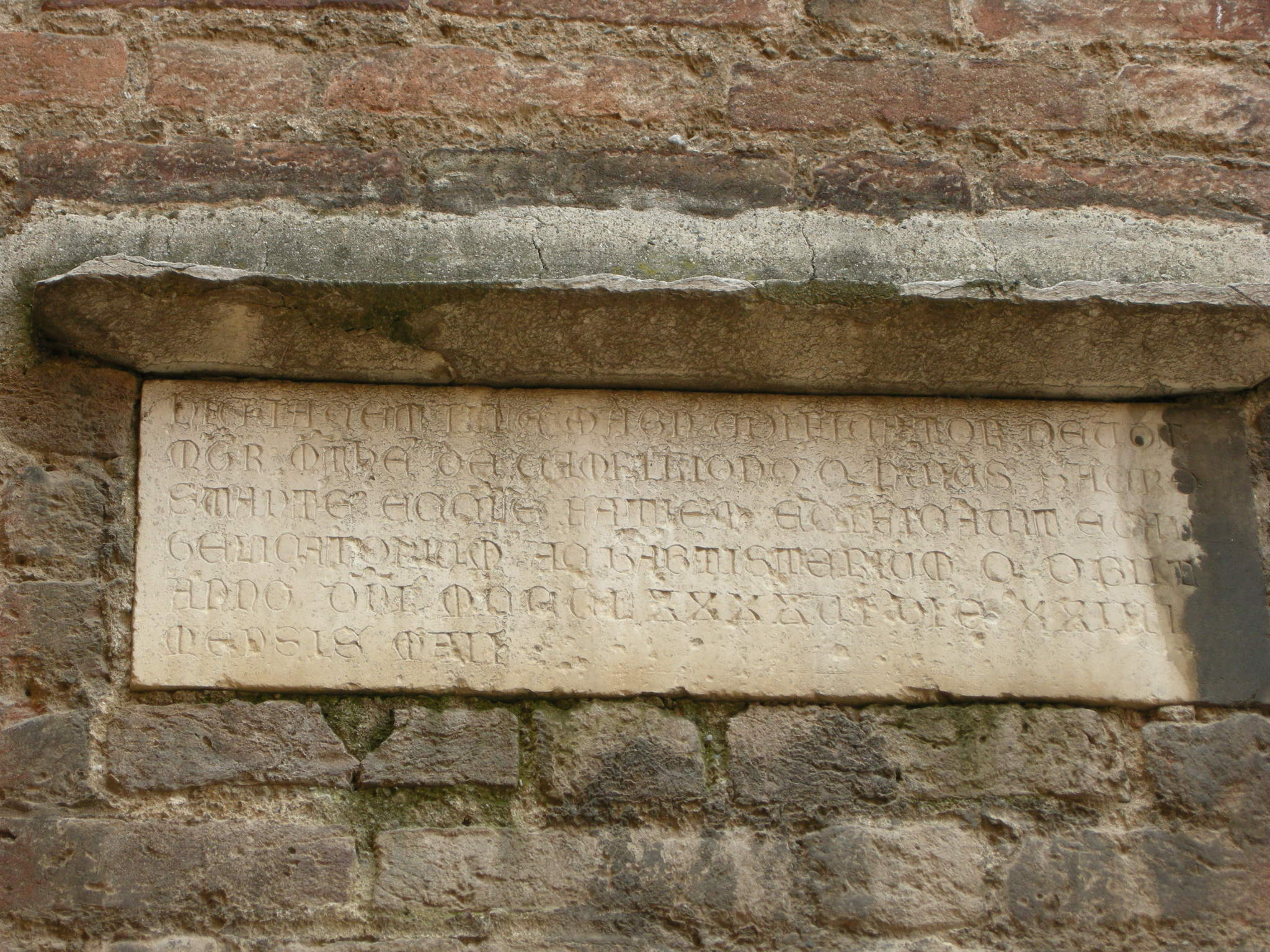
Lapide funeraria di Matteo da Campione, immurata all'esterno della cappella del Rosario

Questa seconda campagna costruttiva, motivata dalla necessità di ampliare l'edificio (sobriamente ispirato alle contemporanee architetture mendicanti, come il San Francesco "ad pratum magnum" della stessa Monza) per adattarlo alle esigenze di rappresentanza che il ritorno del Tesoro da Avignone (nel 1345) imponeva, cade a metà del secolo. Artefice di questa seconda, più solenne, fase è Matteo da Campione, esponente di quella stirpe di costruttori proveniente dalla zona dei laghi tra Lombardia e attuale Canton Ticino, alla quale i Visconti commissionarono tante imprese edilizie e decorative del ducato nel corso del Trecento. La sua lapide funeraria (+ 1396), immurata all'esterno della cappella del Rosario, ci informa sulla sua attività (il completamento della grande facciata "a vento", la realizzazione del pulpito e del battistero) e testimonia il prestigio da lui raggiunto e la sua devozione. Egli fu certamente interprete dell'aspirazione dei Visconti a realizzare una grande basilica per le incoronazioni imperiali, secondo la tradizione germanica che imponeva all'imperatore di assumere tre corone: quella d'argento ad Aquisgrana, quella d'oro a Roma e quella "di ferro" appunto a Monza (o a Milano). E di ciò si ha una straordinaria testimonianza iconografica nella grande lastra (già chiusura posteriore del pulpito) collocata presso l'ingresso della sacrestia.

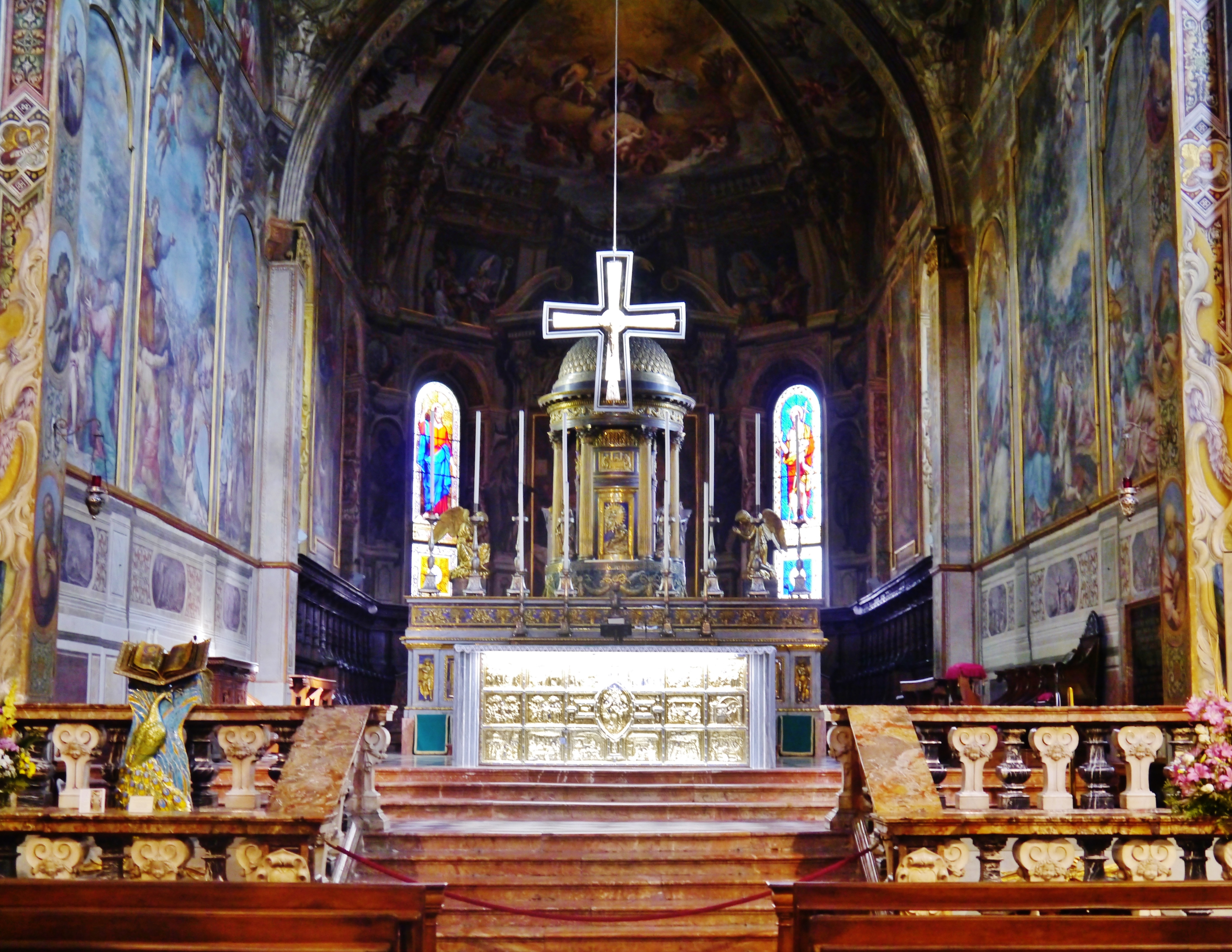
Altare maggiore e paliotto

A Matteo spetta anche la costruzione delle due cappelle gemelle ai lati dell'abside maggiore. Quella di destra (già del santo Chiodo e dedicata al santo Rosario) venne decorata tra il 1417 e il 1418 (sopravvive un unico frammento con Cristo crocifisso, attribuito a Michelino da Besozzo); quella di sinistra (dedicata a Teodolinda) decorata tra il 1444 e il 1446 dalla famiglia di pittori lombardi Zavattari che realizzarono il celebre ciclo di affreschi tardogotici. Riconducibile al campionese anche la Lastra dell'incoronazione, un bassorilievo rappresentante l'incoronazione di Venceslao di Lussemburgo.

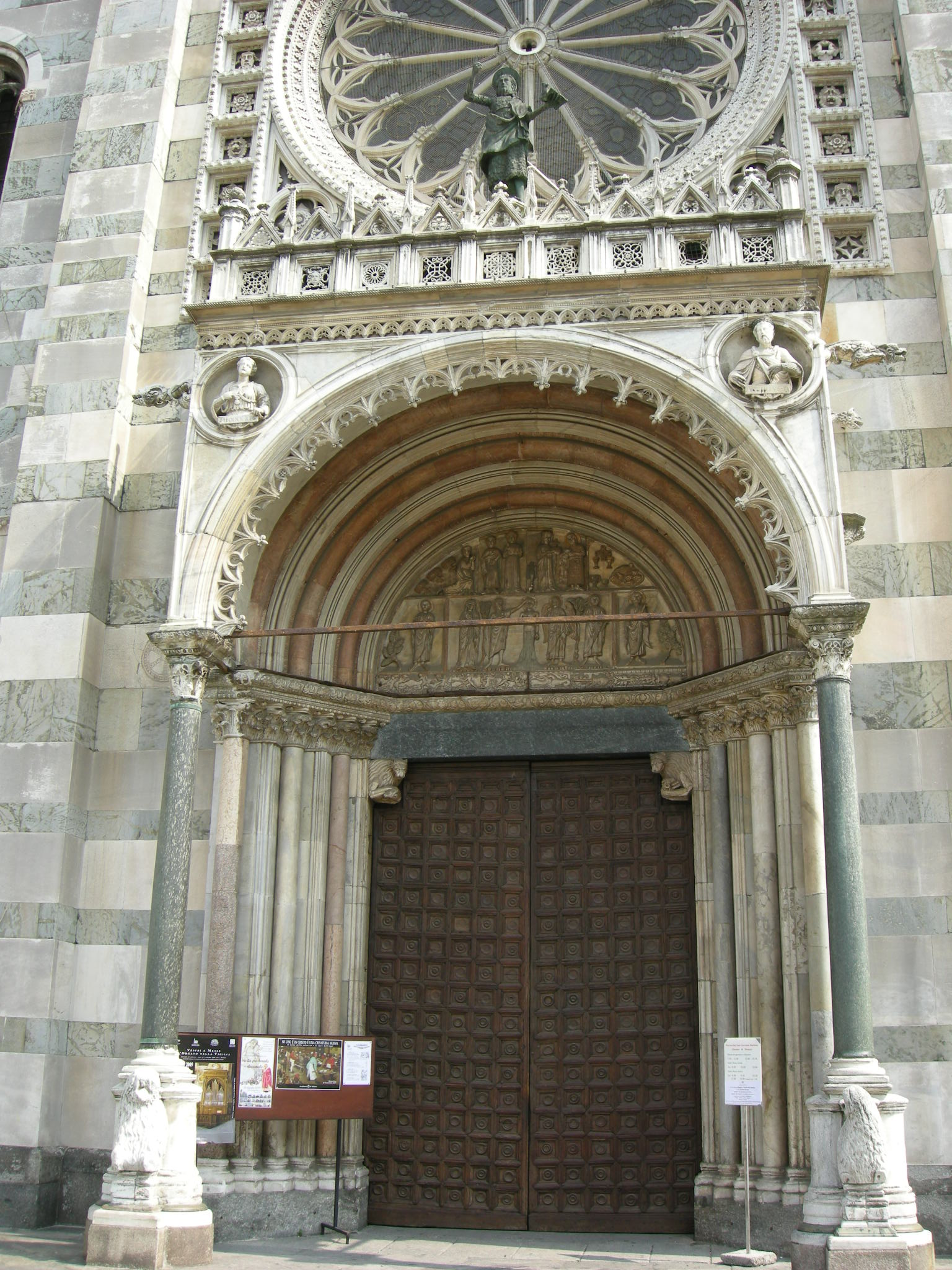
Portale e protiro con busto di Teodolinda e Agilulfo

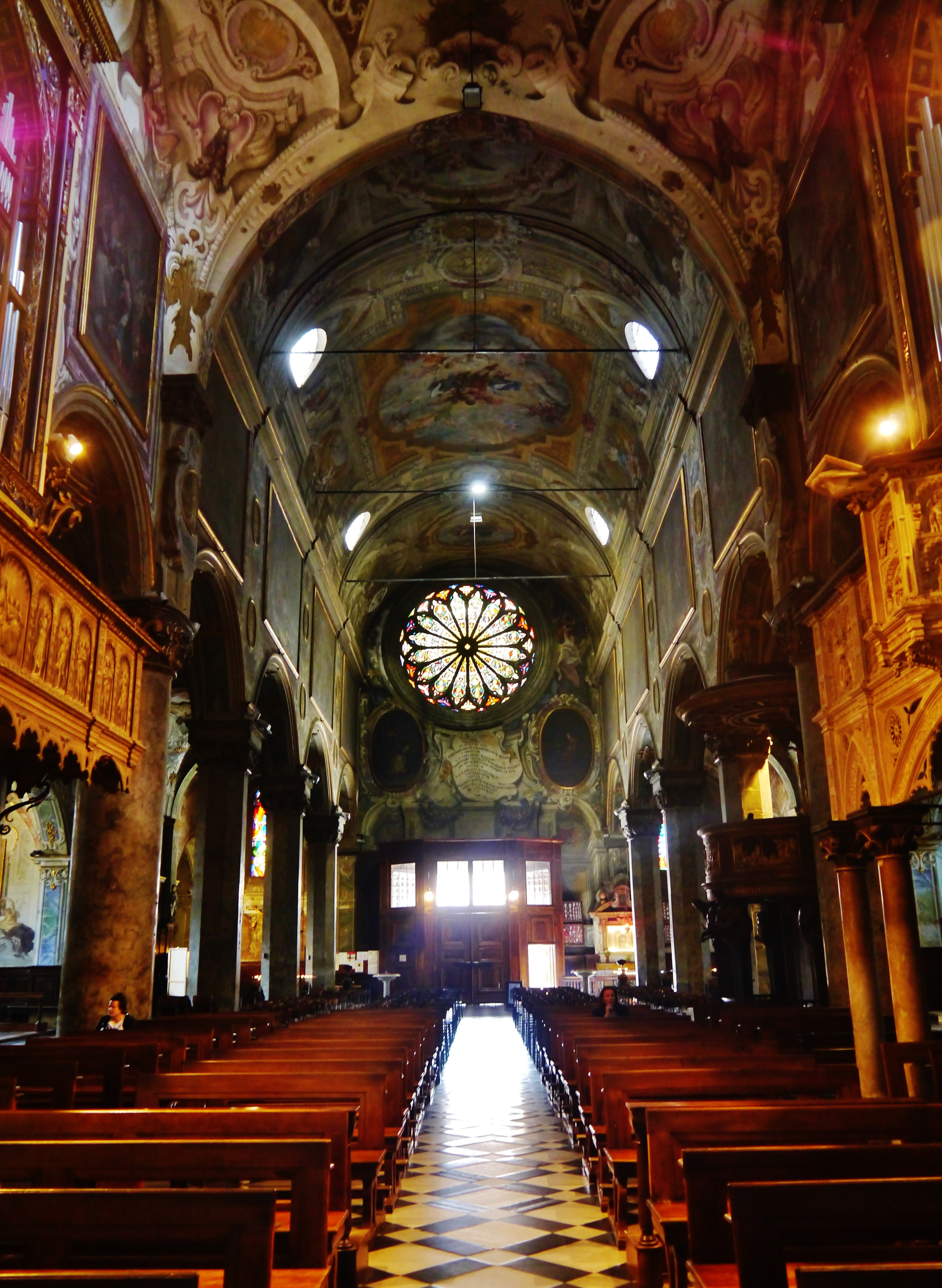
Duomo di Monza, interno

Occorre attendere oltre un secolo per assistere alla ripresa dell'attività decorativa, che questa volta interessa i bracci dei transetti. È sempre nella seconda metà del XVI secolo che si avvia, in rapporto alle trasformazioni imposte dal Concilio di Trento, una profonda rielaborazione della zona absidale, con lo sfondamento del muro di fondo della cappella maggiore e la costruzione di un vasto presbiterio, all'esterno rigorosamente intonato alle precedenti architetture tardogotiche.
Alla fine del secolo viene anche costruito, su progetto di Pellegrino Tibaldi, il nuovo campanile, a sinistra della facciata usando dei particolari mattoni, i detti "mattoni di Oreno", gli stessi usati per costruire la Cascina Cavallera situata nella campagna orenese. 
Nel 1644 viene gettata la volta della navata centrale e nel 1681 è costruita, nell'area delle sacrestie, la cappella ottagona destinata a ospitare il tesoro. I primi decenni del XVIII secolo, anche in coincidenza con il ripristino del culto del santo Chiodo, segnano anche una forte ripresa decorativa, che trasforma l'edificio in una sorta di antologia della pittura tardobarocca.
La stagione neoclassica è segnata dall'altare maggiore progettato da Andrea Appiani (1798) e dal nuovo pulpito di Carlo Amati (1808). Durante il periodo francese, due terzi dei tesori in oro e argento conservati presso il duomo di Monza vennero consegnati alla zecca di Milano per essere fusi e impiegati per pagare le spese militari. Bonaparte prese possesso dei tesori della Basilica e della Biblioteca, spediti alla Biblioteca Nazionale di Parigi. Con la caduta del Primo Impero (1815), i monzesi chiesero la restituzione di tutti i tesori presi dai francesi, ma la Corona di Agilulfo, conservata presso il duomo, era stata fusa a Parigi. Il Duomo era stato oggetto delle spoliazioni napoleoniche.
Alla fine dell'XIX secolo si collocano le grandi opere di restauro conservativo e stilistico della cappella di Teodolinda e soprattutto della facciata, operato da Luca Beltrami e Gaetano Landriani, che viene trasformata radicalmente con la reintegrazione delle edicole sommitali (già tutte cadute, ad eccezione di una, all'inizio dei XVII secolo) e la sostituzione dei filari di marmo nero di Varenna con serpentino verde d'Oira, per enfatizzare, in una sorta di ipercorrettismo, la componente toscaneggiante della cultura figurativa campionese.
Nel 2009 lo scultore Alberto Gianfreda realizza la scultura Braciere - Vasca Battesimale mobile.
Ad agosto 2020, con la rimozione delle ultime impalcature dalla facciata, termina l'ultimo restauro della struttura, iniziato nel 2013, che aveva già visto il completamento del nuovo altare, consacrato il 5 ottobre 2014 dall'arcivescovo di Milano Angelo Scola. L'altare conserva l'antico paliotto in legno dorato di Borgino dal Pozzo e la facciata riacquista le tonalità originali del marmo di Candoglia e del marmo di Musso, che col tempo erano state alterate dall'ossidazione.

## Descrizione

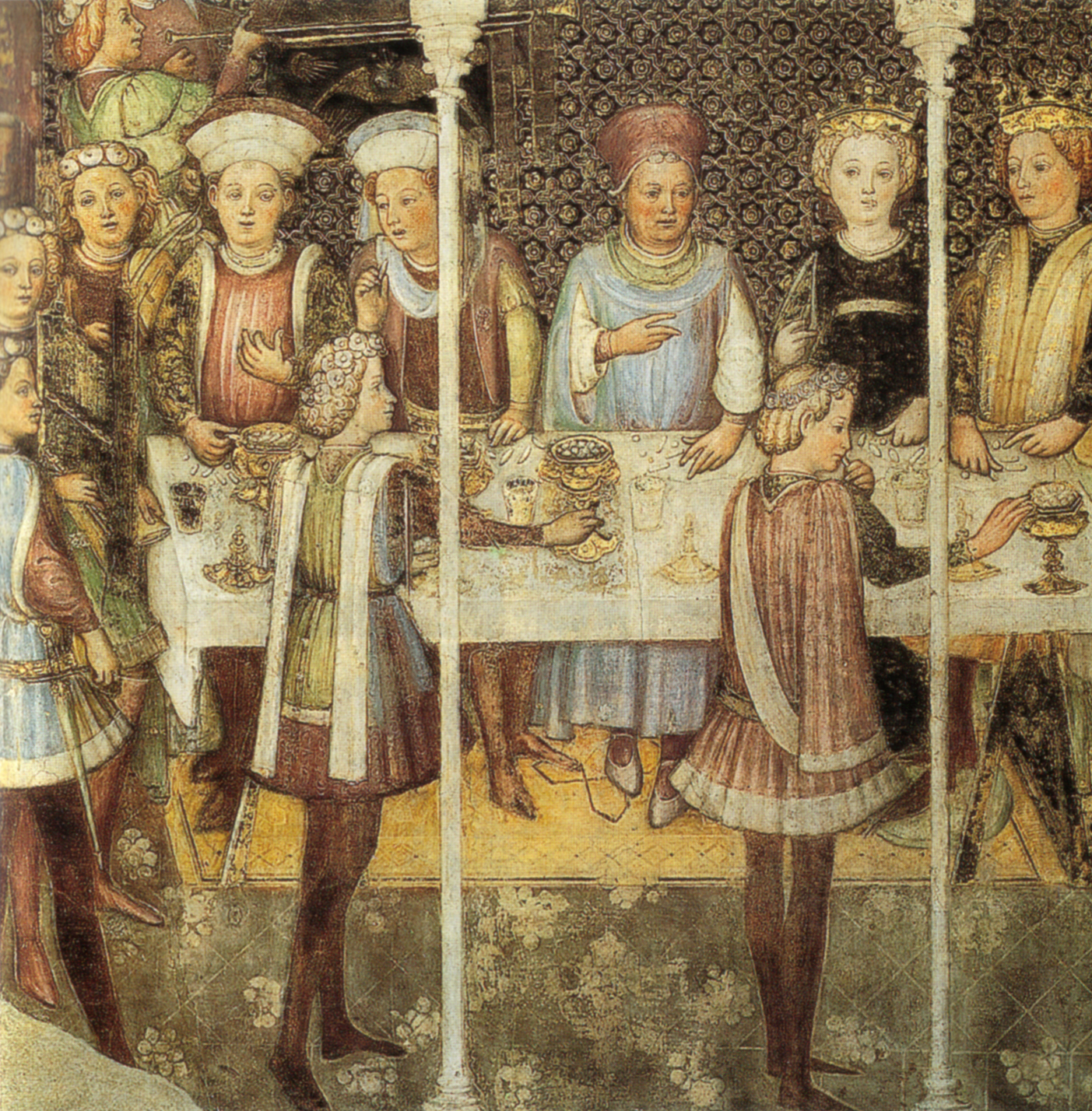
Banchetto delle nozze di Teodolinda, dagli affreschi della cappella di Teodolinda, duomo di Monza

Se si eccettua il ciclo della cappella di Teodolinda, poco è sopravvissuto della decorazione precedente la stagione barocca, che ha profondamente inciso nella percezione dello spazio interno del duomo. 

### Descrizione esterna

#### Facciata
Il fronte principale a salienti è trecentesco bicromatico con fasce di marmo bianche e nere, oggetto dell'importante restauro realizzato tra il 1892 e il 1908 a opera dell'architetto Luca Beltrami. Si presenta diviso in cinque scomparti da quattro lesene e due contrafforti alle estremità. I sei spioventi della facciata a vela, completi di foglie rampanti, sono coronati da altrettante edicole complete di statue di santi. Anticamente la facciata fu realizzata in due momenti differenti. Il primo risalente al 1300 in tre sezioni. Conseguenza dell'aggiunta delle navate interne, furono aggiunte le ulteriori due sezioni nella seconda metà del secolo portando la facciata a essere molto più alta dell'aula opera di Matteo da Campione. Il portale maggiore con gli intradossi, fa parte della prima realizzazione.
Il portale presenta nell'intradosso colonnine e pilastri con capitelli d'ordine corinzio e culminante con la lunetta realizzata nel 1420 dove è raffigurato nella parte inferiore il battesimo di san Giovanni nella acque del Giordano, un angelo tiene il lino cerimoniale mentre l'acqua viene versata da una colomba che regge un'ampolla. I genitori del Battista, Elisabetta e Zaccaria, seguono nella raffigurazione. Terminano questa sezione inferiore, san Pietro e san Paolo. Nella parte superiore vi è raffigurato san Giovanni riceve il donario per il Duomo mentre Teodolinda regge la croce e la corona ferrea. I figli Gundeberga e Adaloardo con un piccolo volatile, sono posti alle sue spalle, il marito è genuflesso accanto. Tre corone sono raffigurate sulla parte sinistra e il tesoro con la famosa chioccia con i pulcini su quella destra. La datazione risalirebbe a quando Matteo Visconti restituì quanto era stato preso dai Torriani nel 1277. La loro raffigurazione ne rivendica la proprietà. La base della lunetta è un recupero di manufatti d'epoca romanica.
Matteo da Campione si è fosse ritratto sulla sommità di una bifora. Il protiro, che inizialmente era considerato lavoro del campionese, è invece opera del XVI secolo. La statua di san Giovanni è copia dell'originale trecentesco conservato nel museo della basilica. I due medaglioni del protiro ospitano i busti della regina Teodolinda e del marito Agilulfo.
L'importante rosone opera trecentesca di Matteo da Campione, è inserito in una cornice a lacunari che proseguono fino alla parte superiore fino alla loggetta superiore, dove si presenta un ulteriore rosone di piccole dimensioni. Quattro rosoni piccoli sono presenti nelle sezioni laterali. Sulla facciata si alternano trifore e bifore atte a illuminare l'aula. I disegni di tali vetrate sono stati realizzati nel 2006 da Marco Carnà, su invito dell'arciprete monsignor Leopoldo Gariboldi.
Della basilica originale del VI secolo rimane posta a sinistra del protiro una lastra marmorea scolpita raffigurante una ruota dove è inserito un cristogramma gemmato con due croci latine gemmate dove sono incise le lettere alfa e omega.

#### Campanile
La torre campanaria, di 78 m, fu iniziata il 23 maggio 1592 e risulta essere ultimata il 1620. Le campane poste sulla cella campanaria furono benedette il 18 settembre 1628 dal cardinale Federico Borromeo. Il campanile, così come il battistero e la cripta fu innalzato su progetto iniziale di Pellegrino Tibaldi, e i lavori proseguirono poi sotto la guida di Ercole Turati. I frontoni della cella campanaria ospitano quattro blasoni in granito raffiguranti: “Chioccia con i pulcini”, “La mitra e il pastorale”, la “Croce del Regno con la corona ferrea”, e per ultimo l'“agnello sul libro dei sette sigilli”.

### Decorazione interna
L'aula, con soffitto a volta, si presenta a croce latina e a tre navate con tre cappelle per lato e ulteriori tre cappelle absidate.

#### Transetti
In clima tardomanierista ci trasportano le decorazioni delle testate interne dei transetti, a iniziare da quella meridionale (Albero di Jesse, di Giuseppe Arcimboldi e Giuseppe Meda, 1558) per passare a quella settentrionale (storie di san Giovanni Battista, di Giuseppe Meda e Giovan Battista Fiammenghino, 1580).

##### Organi
Inserito in cassa in Cornu Evangeli, è un grande strumento di 12 piedi in stile rinascimentale italiano ma di recente fattura, ad opera della ditta italiana Gustavo Zanin. Dotato di 17 registri e un'unica tastiera di 54 note e la pedaliera a leggio di 18 note.
Collocato nell'antica cassa in Cornu Epistolæ si trova l'opus 617 dalla prestigiosa casa organaria svizzera Metzler Orgelbau a trasmissione interamente meccanica, conta 29 registri distribuiti nei due manuali e pedale. Venne costruito nel 2002.

#### Presbiterio
La decorazione del presbiterio e del coro è la maggiore impresa pittorica del Seicento e vede all'opera Stefano Danedi detto il Montalto, Isidoro Bianchi, Carlo Cane ed Ercole Procaccini il Giovane, con quadrature di Francesco Villa. La volta della navata maggiore viene invece affrescata alla fine del secolo da Stefano Maria Legnani detto il Legnanino, con quadrature del Castellino (1693).

#### Quadroni
I dieci quadroni della navata centrale con Storie di Teodolinda e della Corona ferrea, realizzati tra Sei e Settecento, appartengono a diversi pittori, fra cui Sebastiano Ricci, Filippo Abbiati e Andrea Porta.

#### Cappelle
È però soprattutto il Settecento a segnare l'interno dell'edificio, che costituisce un osservatorio privilegiato per lo studio della cultura figurativa lombarda tra barocco, barocchetto e rococò. Pietro Gilardi affresca con Storie della Croce il tiburio (1718-19); Giovan Angelo Borroni dipinge nella cappella del Rosario (1719-21), in quella del Battistero e in quella di Santa Lucia (1752-53); Mattia Bortoloni decora la cappella del Corpus Domini (1742).
L'episodio conclusivo è costituito dall'intervento in duomo di Carlo Innocenzo Carloni, il grande maestro del rococò internazionale, già attivo in Austria, Germania e Boemia. Tra il 1738 e il 1740, secondo un programma stabilito dal gesuita Bernardino Capriate, egli decora le volte delle navate laterali, l'arcone trionfale e le pareti occidentali del transetto.

## Corona ferrea e tesoro del Duomo

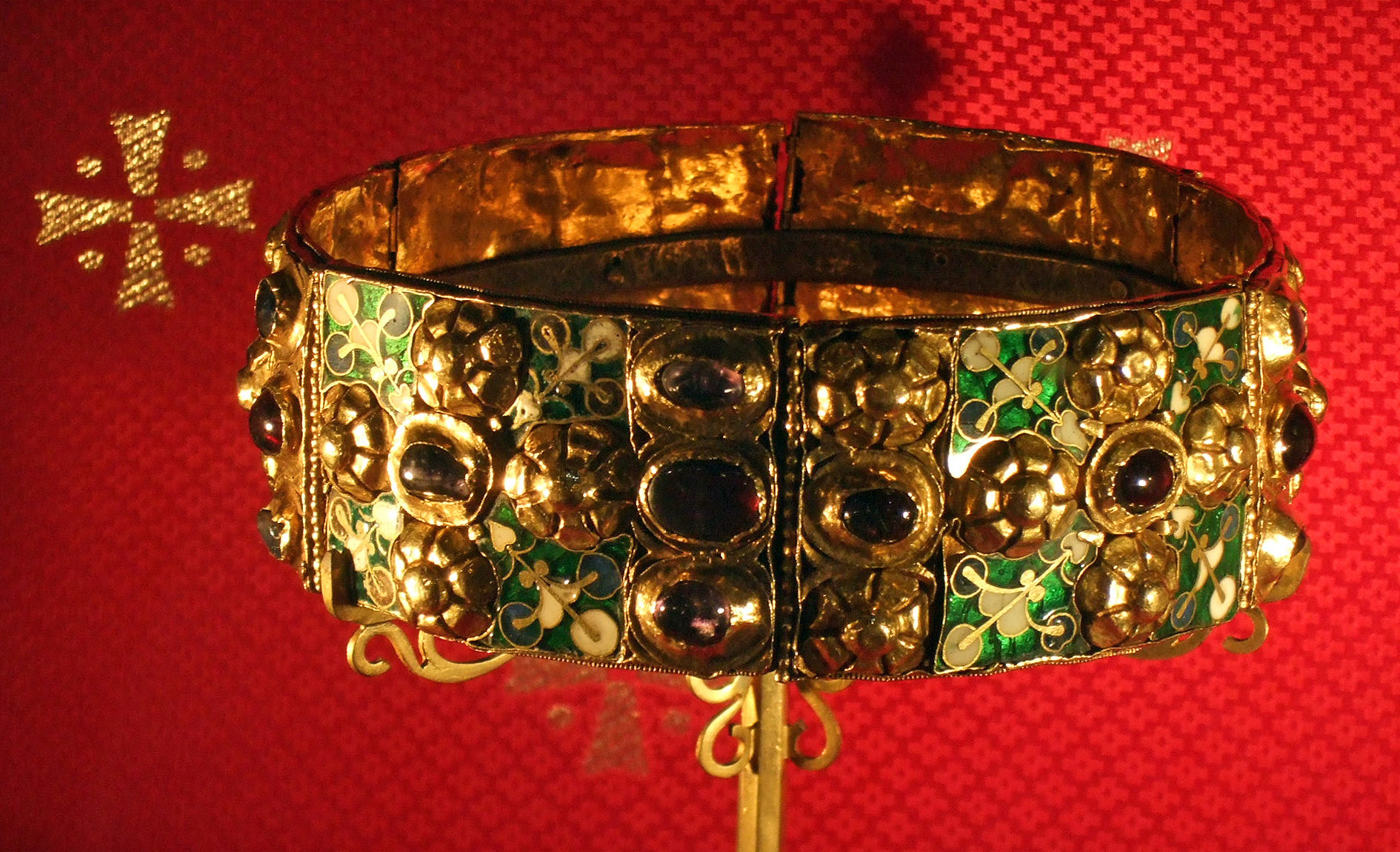
La Corona ferrea
conservata nella Cappella di Teodolinda

Nel duomo si conserva la celeberrima Corona ferrea, per secoli usata nell'incoronazione dei re d'Italia, che, secondo la tradizione, contiene uno dei chiodi usati per la crocifissione di Cristo. 
La Chiesa riconosce il carattere di reliquia alla corona, e proprio per questo è conservata in chiesa (e non nel museo).
Dal transetto sinistro, attraverso il grazioso chiostro del settecentesco cimiterino, si accede al Museo Serpero, che conserva il tesoro del Duomo.
Fino al XVI secolo la basilica di San Giovanni Battista era amministrativamente autonomo dalla diocesi di Milano, e l'Arciprete del Duomo aveva persino una parte dei poteri propri di un vescovo; nei documenti d'epoca si parla di "Curia" di Monza, anticamente di rito patriarchino, proprio come se fosse stata una sede vescovile.
Questa situazione fu sanata da san Carlo Borromeo, che abolì tutti i riti diversi dal rito ambrosiano e romano, ma per la forte opposizione dei monzesi, egli dovette tuttavia rinunciare ad imporre il rito ambrosiano per la celebrazione della Messa, che vige nel resto della diocesi. Tuttora a Monza, Brugherio e Villasanta, la Messa è celebrata secondo il rito romano.

## Il Corpo degli Alabardieri

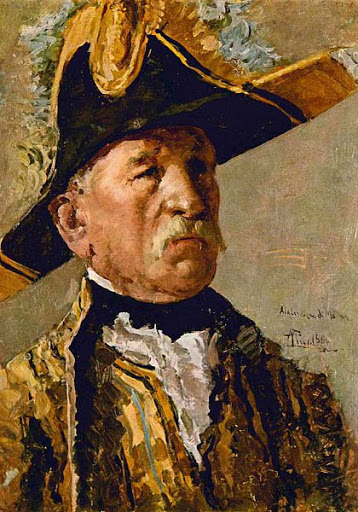
Ritratto di un Alabardiere del Duomo di Monza di Pompeo Mariani

Il Duomo di Monza è l'unica chiesa al mondo (oltre a San Pietro in Vaticano con il corpo delle Guardie Svizzere vaticane) che può disporre di proprie guardie armate durante le funzioni più importanti: in tutto dodici Alabardieri più un Comandante.
L'istituzione del Corpo degli Alabardieri del Duomo non ha una data che sia testimoniata con certezza da documenti, ma si ritiene che possa risalire già alla fine del VI secolo, in epoca longobarda, derivando dal corpo delle guardie d'onore della regina Teodolinda.
La divisa degli alabardieri è composta da una lunga giacca, un panciotto e pantaloni al ginocchio in panno blu con decorazioni in filo d'oro, camicia bianca, guanti bianchi, calze azzurre con ricami in oro, scarpe nere con fibbia d'argento; inoltre è prescritto un nastro in velluto nero al collo della camicia. In origine il copricapo era un tricorno, sostituito poi nel 1807 da un bicorno per decisione di Napoleone Bonaparte. Oltre all'alabarda l'armigero porta la spada con un cinturone in broccato e con una fibbia metallica con una riproduzione della Corona ferrea.

## Le campane
Il campanile possiede un concerto di 8 campane in scala diatonica maggiore di La2, fuse nel 1741 dal milanese Bartolomeo Bozzi, successivamente autore anche delle campane della Basilica di Sant'Ambrogio. Questo campanile ha la caratteristica di avere le campane che suonano a "slancio", un'eccezione nella Diocesi di Milano, che invece usa il sistema "Ambrosiano".
| Campana | Nota nominale | Fonditore        | Anno | Peso stimato |
| ------- | ------------- | ---------------- | ---- | ------------ |
| Prima   | La3           | Bartolomeo Bozzi | 1741 | 372 kg       |
| Seconda | Sol♯3         | Bartolomeo Bozzi | 1741 | 414 kg       |
| Terza   | Fa♯3          | Bartolomeo Bozzi | 1741 | 662 kg       |
| Quarta  | Mi3           | Bartolomeo Bozzi | 1741 | 993 kg       |
| Quinta  | Re3           | Bartolomeo Bozzi | 1741 | 1324 kg      |
| Sesta   | Do♯3          | Bartolomeo Bozzi | 1741 | 1656 kg      |
| Settima | Si2           | Bartolomeo Bozzi | 1741 | 2401 kg      |
| Ottava  | La2           | Bartolomeo Bozzi | 1741 | 3315 kg      |